# Stanislav Kokorine
Stanislav Kokorine, né le 22 janvier 1990, est un grimpeur russe. 

## Palmarès

### Coupe du monde
- 1e place en 2010.

### Championnats d'Europe
- 2010 à Innsbruck,  Autriche
  -  Médaille d'argent en vitesse

### Jeux mondiaux
- 2017 à Wrocław,  Pologne
  -  Médaille de bronze en vitesse
- 2013 à Cali,  Colombie
  -  Médaille d'argent en vitesse